# Cornwood
Cornwood – wieś i civil parish w Anglii, w Devon, w dystrykcie South Hams. W 2011 civil parish liczyła 1119 mieszkańców. Cornwood jest wspomniana w Domesday Book (1086) jako Cornehode/Cornehuda.